# Felsenkeller Moritzberg
Der Felsenkeller Moritzberg ist ein historischer Lagerkeller im Hildesheimer Stadtteil Moritzberg. Er wurde in den Krehlaberg-Felsen integriert und steht unter Denkmalschutz.

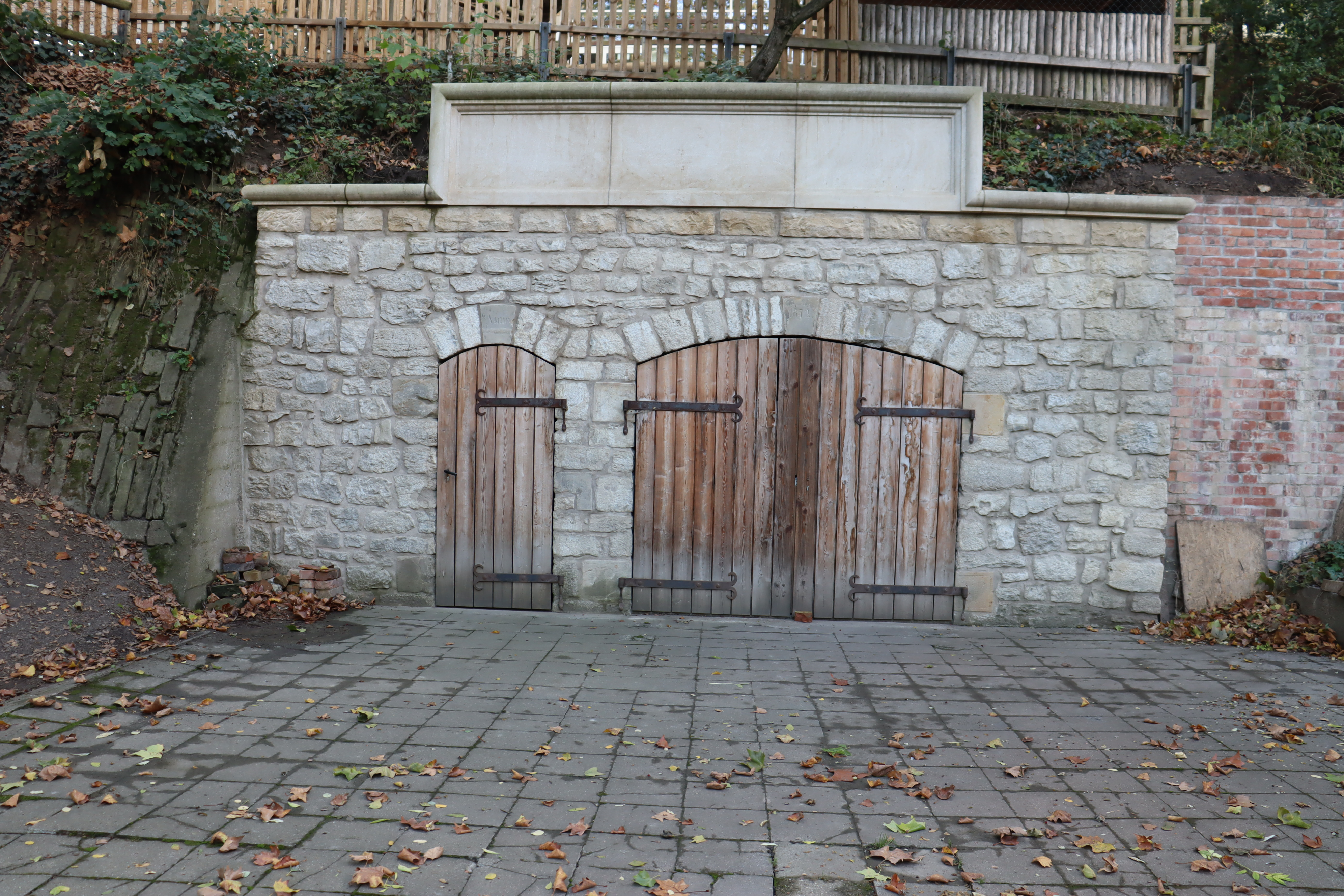
Eingang zum Felsenkeller Moritzberg

## Geschichte
Der Felsenkeller Moritzberg wurde 1872 als Eis- und Lagerkeller der ehemaligen Hildesheimer Victoria-Brauerei angelegt. Der eigentliche Eiskeller hat eine Höhe von 9 Metern und eine Grundfläche von 5,42 mal 7,35 Metern. Vorgelagert befinden sich insgesamt drei Lagerkeller mit einer Grundfläche von 14,6 mal 5,2 Metern und einer Höhe von 4,50 Metern. Diese Räume sind in Form eines Tonnengewölbes konstruiert. Am Eingang der drei Lagerräume befindet sich ein ebenfalls als Tonnengewölbe gestalteter Verbindungsraum mit 17 Metern Breite und 3,5 Metern Tiefe.
Bis 1905 nutzte die Victoria-Brauerei den Keller als Kühl- und Lagerraum. Sie produzierte auf der gegenüberliegenden Seite der Elzer Straße und war mit einem Tunnel mit dem Keller verbunden. Im selben Jahr musste die Brauerei den Betrieb einstellen. Der Keller war bis zum Beginn des Zweiten Weltkriegs ungenutzt und diente während des Kriegs als Luftschutzraum. Zu diesem Zweck wurde 1939 ein zweiter Eingang geschaffen, der eine Rampe für Kinderwagen hat.
Seit 2012 setzt sich ein Verein für den Erhalt des Felsenkellers ein. Dieser hat ihn unter Einhaltung der Denkmalvorgaben restauriert und zugänglich gemacht. Es werden regelmäßig Führungen angeboten.
Die Hildesheimer Braumanufaktur braut unter dem Namen Moritzberger Felsenkeller zwei Biersorten.